# محمد يوسف خواجة
محمد يوسف خواجة (الأويغورية: مۇھەممەد يۈسۈپ خوجا)، (بالصينية: 瑪木特玉素布) كان زعيمًا صوفيًا نقشبنديًا في القرن السابع عشر. وُلد في قرية دهبيد في سمرقند، وكان والد آفاق خوجة (هداية الله)، وهو زعيم ديني وسياسي يحمل لقب الخواجة (سيد، وسليل، وزعيم نقشبندي).

## مدرسة بايشان
كان محمد يوسف خواجة ينتمي إلى مدرسة "باشان" أو "الجبل الأبيض" (بالصينية: 白山派 báishān pài، بالتركية: aqtaghliq، وبالعربية: "آفاقية")، وهي فرع من فروع الطريقة النقشبندية الكبرى، وتُعرف أحيانًا بـ"خواجة الجبل الأبيض". نشأت هذه المدرسة في القرن الثامن عشر، وتُعرف أيضًا باسم "مدرسة القبعة البيضاء" أو "الهويّة أصحاب القبعات البيضاء" (بالصينية: 白帽回子). وقد نشأت هذه المدرسة الفكرية بعد وفاة أحمد الكاساني، حينما تبع بعض الصوفيين الابن الأكبر للشيخ الجليل (المعروف بـ"إيشانِ كَلان")، فصاروا يُعرفون بـ"صوفيي الجبل الأبيض" أو "الجماعة الجبلية البيضاء". أما أتباع الابن الأصغر لأحمد الكاساني، إسحاق، فقد عُرفوا بمدرسة "الجبل الأسود" (بالصينية: 黑山派 hēishān pài، بالتركية: qarataghliq، وبالعربية: "إسحاقية").

## علم الأنساب
كان جد محمد يوسف خوجة هو أحمد الكاساني (1461-1542)، وهو زعيم نقشبندي بارز يُشار إليه أحيانًا باسم المعلم الأعظم. ويقال إن بعض الخواجة في آسيا الوسطى كانوا من السادة، أي من نسل النبي محمد. ومع ذلك، فإن غالبية سكان بخارى وسمرقند كانوا من الطاجيك. عُين العديد من الخواجة في مناصب إدارية من القادة المغول في ما يعرف الآن بسنجان (موطن الإيغور، اليوم تقع في الصين)، والمعروفة تاريخيًا باسم ألتيشهر. لم يزر أحمد الكاساني بنفسه منطقة ألتيشهر، لكن أحفاده، ومن بينهم محمد يوسف، كانوا مشاركين في المنطقة. وقد قال المستشرقان السير بيرسي سايكس وإيلا سايكس:
«استقر أبناء الوليّ في كاشغر، حيث كان والدهم قد تزوّج وأنعم عليه هناك بأراضٍ واسعة، فأقاموا تدريجيًا نظامًا ثيوقراطيًا، فارضين نيرًا ثقيلًا على رقاب شعب خاضع وفاتر الهمة، وما زال هذا العبء قائمًا حتى اليوم. ومع مرور الزمن، نشأت فئتان كان لهما أثر بالغ في تاريخ البلاد اللاحق؛ فقد عُرف أنصار الابن الأكبر باسم "آق تاولين" أو "أهل الجبل الأبيض"، نسبةً إلى سلسلة الجبال الواقعة خلف أرتوش، مركزهم الرئيسي، بينما دُعي أنصار الابن الأصغر بـ"قارا تاولين" أو "أهل الجبل الأسود"، نسبةً إلى التلال القريبة من خان أريك. وقد سعى كلا الفريقين، المعروفين بالخواجة، إلى الهيمنة السياسية، وتحالفوا مع أي قوة خارجية بدا أنها قد تدعم طموحاتهم.»
كانت زوجة محمد يوسف خواجة، زليخة بيجوم، من قرية بشكيريم في كاشغر. كان والدها رجلًا ثريًّا يملك أملاكًا من بشكيريم. بدأ الاثنان تكوين عائلة عندما ولد ابنهما آفاق خواجة (هداية الله) في عام 1626 في كومول.

## الوعظ في كومول
بينما كان محمد يوسف خوجة واعظًا في كومول. كانت الطريقة الصوفية الرئيسة في منطقة كومول في ذلك الوقت هي مدرسة الجبل الأسود، التي أسسها إسحاق، الابن الأصغر لأحمد الكاساني. إن وجود خواجة الجبل الأسود (يشار إليهم أحيانًا أيضًا باسم مدرسة القبعة السوداء) جعل من الصعب على مدرسة الجبل الأبيض الحصول على موطئ قدم في المنطقة. فانتقل محمد يوسف خوجة إلى هامي في الخانات الشرقية.
عندما كان عمر آفاق خوجة 12 عامًا، انتقلوا إلى كاشغر، حاضرة الإيغور المسلمين. وهنا تمكن محمد يوسف خواجة من تكوين قاعدة من المتابعين لمدرسة بايشان. أثناء وجودها في كاشغر، تمكنت مدرسة بايشان من تأسيس نفسها ولكنها لا تزال تواجه صراعات سياسية مع أسرة تشينغ وصراعًا دينيًا مع مدرسة الجبل الأسود المعارضة.

## الصراع في ياركاند
بعد وفاة أحد زعماء الطريقة الخوجية الجبلية السوداء في يرقند، انتقل محمد يوسف خوجه إلى المنطقة سعيًا لكسب الأتباع ونشر دعوته. حاول إقناع بعض أتباع الخوجية الجبلية السوداء بالتخلي عن معتقدهم والانضمام إلى الخوجية الجبلية البيضاء، لكنه قوبل بمعارضة شديدة من مجتمعهم. وقد اضطر على إثر ذلك إلى مغادرة ياركند والعودة إلى كاشغر، إلا أنه توفي فجأة قبل أن يصل. يعتقد كثير من أتباع الخوجية الجبلية البيضاء (باشان) أنه قُتل مسمومًا على يد أتباع المدرسة الجبلية السوداء. وقد أدّى هذا الحادث إلى تصاعد العداء بين الفصيلين، وتسبّب في نشوء صراع سياسي بين كاشغر وياركند.